# 부산-김해 경전철

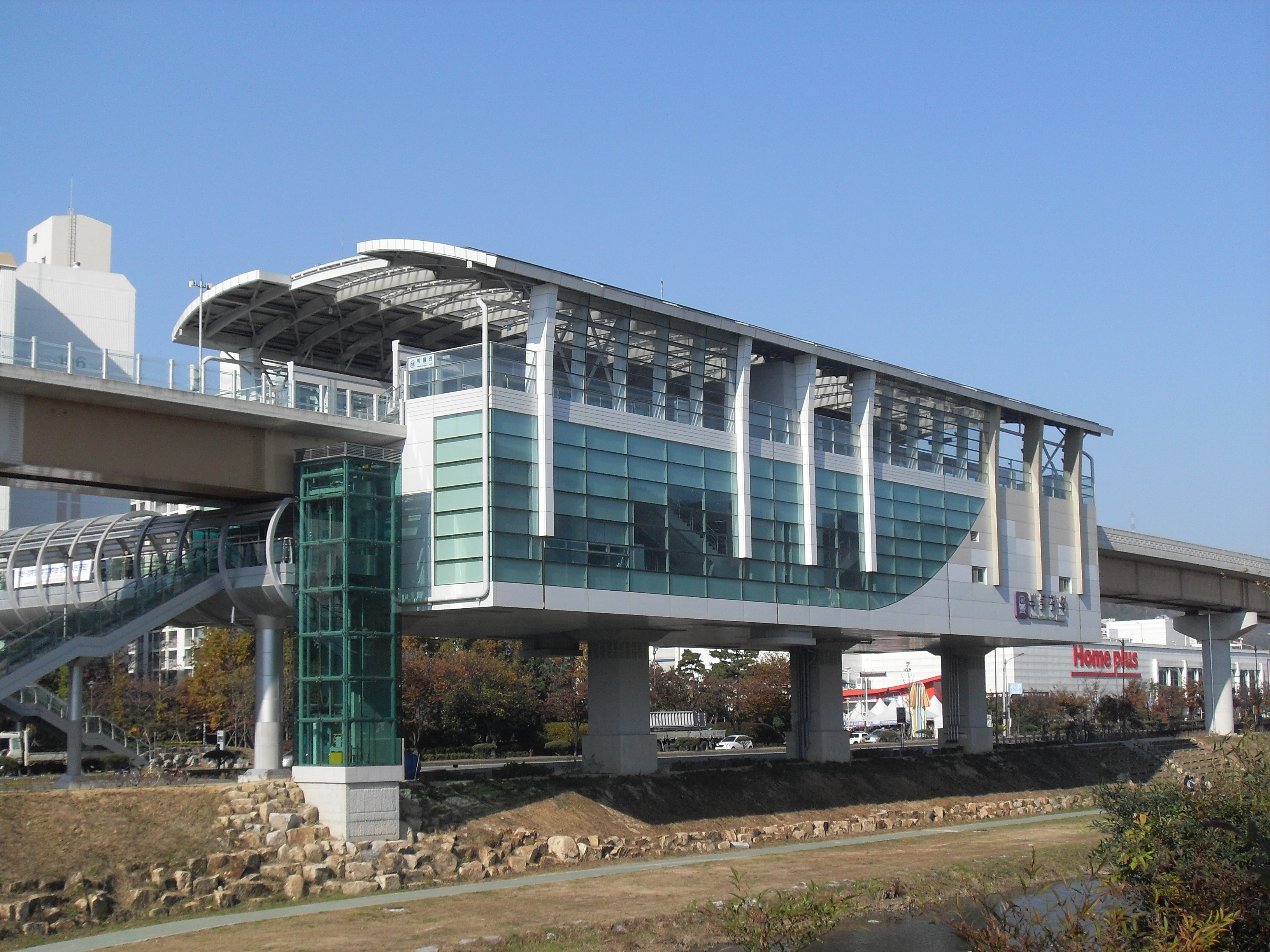
박물관역 역사

부산-김해 경전철(釜山-金海輕電鐵, Busan-Gimhae Light Rail Transit, BGL)은 부산광역시 사상구 괘법동에 있는 사상역과 경상남도 김해시 삼계동에 있는 가야대역을 잇는 총 연장 23.455km의 광역·경량전철이다. 안내 등에 사용되는 색은 ●보라이다. 통행방향은 어디서든 우측통행이다.

## 개요
부산-김해경전철 주식회사에서 노선 건설과 30년간의 운영을 맡는다. 대한민국에서 가장 먼저 추진된 경량전철 사업이지만, 지역 주민들 간의 분쟁으로 국무회의 의결 14년 만에 공사가 시작되어, 착공식 몇 개월 후 공사가 본격 시작되었다. 개통은 처음에 2011년 4월로 예정되었으나, 여러 차례 진통 끝에 2011년 8월 30일에 완공 승인이 되었다. 9월 9일부터 9월 16일까지 무료 시승을 하였고, 마침내 2011년 9월 16일 정식 개통하였다.
개통 후 운영 및 유지·보수는 부산교통공사와 김해시의 컨소시엄으로 설립한 자회사가 담당한다.
한편 레일을 콘크리트 바닥에 고정시키는 '체결구'부품이 일부 부식되어 안전성 문제가 제기되고 있다. 이에 경전철 조합은 한국화학시험연구소에 내부식성 테스트를 의뢰했다. 하지만 안전에는 영향을 미치지 않는 것으로 판명되었다. 노선도에서 안내되는 색상은 ● 보라색이다. 환승역이 2곳 설치되나, 서울의 경의선-인천국제공항철도/서울 지하철 1호선/서울 지하철 4호선 서울역과 유사하게 선/후불 교통카드로만 환승 처리가 가능한 소프트 환승 방식이며, 환승시 추가 요금이 더 붙는 신분당선의 방식이 혼합되어 있다. 1회용 승차권 역시 부산-김해 경전철은 기존 부산 도시철도와 완전히 다른 RF토큰 형식이어서 1회용 승차권으로는 환승 처리가 불가능하다. 직접 접속하지 않지만, 동해선 광역전철과도 1회권 양식이 다르다.

## 노선 정보
- 총 연장 : 23.455 km[9]
- 궤도 : 철제궤도
- 운영
  - 전동차 : 철제차륜 AGT[10]
  - 총 21개 역, 1개 차량기지[11] 운영
  - 대한민국 도시철도법에 의해 건설된 철도로 우측 통행
- 전역사 2면 2선 상대식 승강장이며 스크린도어가 설치되어 있음. 또한 반대편 승강장으로 건너갈수 있으며 화장실은 개찰구 안쪽에 있음.

## 운임표
아래는 1회용 승차권 기준으로, 교통카드 사용시 일반 기준 100원이 할인된다.
- 구간: 외곽1구역(가야대↔인제대) 외곽2구역(대저↔사상) 중심구역(김해대학↔평강)

| 구분                     | 일반    | 청소년  | 어린이 | 비고                                   |
| ------------------------ | ------- | ------- | ------ | -------------------------------------- |
| 1구간                    | 1,700원 | 1,100원 | 750원  | 외곽1구역↔중심구역, 외곽2구역↔중심구역 |
| 2구간                    | 1,900원 | 1,250원 | 850원  | 외곽1구역↔외곽2구역                    |
| 환승                     | 500원   | 260원   | 0원    |                                        |
| 환승후 2구간 추가 이용시 | 200원   | 150원   | 0원    |                                        |

- 무임 대상자 : 국가 · 독립 · 5·18 민주유공자, 장애인[12]

1회용 승차권은 대구 도시철도, 광주 도시철도, 대전 도시철도, 동해선 광역전철에서 사용하는 것과 마찬가지로 회수 후 재사용이 가능한 토큰형 RF식 승차권을 사용하며, 별도의 보증금은 없다. 다만 이 토큰형 승차권은 부산-김해경전철에서만 사용 가능하며, 그 이외의 교통 수단에서는 사용할 수 없다. 또한 부산 도시철도와 동해선 광역전철의 정기승차권은 사용할 수 없다.
부산-김해경전철의 각 역에서는 설치된 승차권 발권기 근처에 있는 무인충전기를 통해 마이비카드, 하나로카드, 이즐, 티머니를 충전할 수 있다.
대부분의 선불교통카드는 호환 사용이 가능하나, 대구 iM유페이의 원패스는 아직 부산김해경전철에서 사용할 수 없다.

### 개찰구
삼발이식 개찰구가 아닌 플랩식 개찰구가 적용되어 있다. 운임을 내지 않고 개찰구를 지나가게되면 양쪽의 플랩으로 진입을 막는 방식이다. 양쪽으로 입구와 승강장을 출입할 수 있다. 교통카드의 경우 다른 개찰구와 상관없이 패드에 찍게되면 요금이 지불되지만, 토큰형 승차권을 사용할 경우 다른점이 있다. 승차권 자동 발매기에서 토큰형 승차권을 구입한 후, 승강장으로 들어갈 때는 교통카드와 같은 방식으로 패드에 찍고 들어갈 수 있다. 그러나 승강장에서 나갈 때는, 승강장으로 들어갈 때와 달리 동전만한 크기의 구멍에 승차권을 집어넣어야 나갈 수 있다. 만약 나갈때 승차권을 교통카드처럼 찍게 되면 플랩으로 막아 지나갈 수 없게된다.

## 연혁
- 1991년 10월 5일 김해시가 부산~김해 간 교통난 해소를 위해 부산의 도시철도를 김해까지 연장해 달라는 건의서를 부산교통공단과 부산시에 보내면서 출발됐다.
- 1992년 8월 12일 : 국무회의에서 정부 시범사업으로 추진하도록 의결
- 1995년 3월 6일 : 재정경제원에서 민자유치대상사업으로 결정
- 2000년 1월 7일 : 부산 ~ 김해간 경량전철건설 민간투자시설사업 기본계획 고시[13]
- 2000년 8월 18일 : 우선협상대상자로 금호산업컨소시엄 선정
- 2002년 1월 9일 : 우선협상대상자가 현대산업개발컨소시엄으로 변경
- 2003년 1월 10일 : 주식회사 부산-김해경전철 설립
- 2006년 2월 15일 : 부산-김해경전철 착공
- 2009년 11월 26일 : 김해시 역명위원회로부터 김해시 구간의 12개 역명 확정
- 2009년 12월 17일 : 부산시 역명제정위원회로부터 부산시 구간의 12개 역명 확정
- 2009년 12월 : 시운전 개시
- 2011년 7월 4일 : 김해시청이 대학 이름이 들어간 4개 역명 변경을 결정하였으나[14] 철회
- 2011년 7월 29일 - 개통예정이였으나 소음문제로 무기한 연기[15]
- 2011년 8월 25일 - 소음 재측정.
- 2011년 8월 30일 - 준공 승인.
- 2011년 9월 9일 ~ 9월 16일 - 8일간 무료시승[16]
- 2011년 9월 16일 - 정식 개통 및 사상역 환승 개통 (부산 도시철도 2호선), 대저역 환승 개통 (부산 도시철도 3호선)
- 2011년 9월 17일 - 운임 징수 개시
- 2015년 2월 12일 - 봉황(전하)역과 수로왕릉(김해여객터미널)역에서 각각 봉황(김해여객터미널)역으로 수로왕릉(김해보건소)역으로 역명 변경
- 2017년 4월 1일 - MRG 폐지[17]

## 역 목록
| 역 번호 | 역명                     | 로마자 역명                                             | 한자 역명                | 접속 노선                    | 역간 거리 | 누적 거리 | 소재지     | 소재지 |
| ------- | ------------------------ | ------------------------------------------------------- | ------------------------ | ---------------------------- | --------- | --------- | ---------- | ------ |
| 1       | 사상(서부터미널)         | Sasang(Seobu Bus Terminal)                              | 沙上(西部터미널)         | ● 부산 도시철도 2호선 경부선 | -         | 0.0       | 부산광역시 | 사상구 |
| 2       | 괘법르네시떼(강변공원)   | Gwaebeop Renecite(Gangbyeon Park)                       | 掛法르네시떼(江邊公園)   |                              | 0.8       | 0.8       | 부산광역시 | 사상구 |
| 3       | 서부산유통지구(금호마을) | Seobusan Yutongjigu(Geumho Town)                        | 西釜山流通地區(錦湖마을) |                              | 2.3       | 3.1       | 부산광역시 | 강서구 |
| 4       | 공항                     | Gimhae Int'l Airport                                    | 空港                     |                              | 0.9       | 4.0       | 부산광역시 | 강서구 |
| 5       | 덕두                     | Deokdu                                                  | 德斗                     |                              | 1.3       | 5.3       | 부산광역시 | 강서구 |
| 6       | 등구                     | Deunggu                                                 | 登龜                     |                              | 1.9       | 7.2       | 부산광역시 | 강서구 |
| 7       | 대저                     | Daejeo                                                  | 大渚                     | ● 부산 도시철도 3호선        | 2.0       | 9.2       | 부산광역시 | 강서구 |
| 8       | 평강                     | Pyeonggang                                              | 平江                     |                              | 1.0       | 10.2      | 부산광역시 | 강서구 |
| 9       | 대사                     | Daesa                                                   | 大沙                     |                              | 1.2       | 11.4      | 부산광역시 | 강서구 |
| 10      | 불암                     | Buram                                                   | 佛岩                     |                              | 1.1       | 12.5      | 경상남도   | 김해시 |
| 11      | 지내                     | Jinae                                                   | 池內                     |                              | 0.7       | 13.2      | 경상남도   | 김해시 |
| 12      | 김해대학(안동)           | Gimhae College(Andong)                                  | 金海大學(安洞)           |                              | 0.8       | 14.0      | 경상남도   | 김해시 |
| 13      | 인제대(활천)             | Inje Univ.(Hwalcheon)                                   | 仁濟大(活川)             |                              | 1.3       | 15.3      | 경상남도   | 김해시 |
| 14      | 김해시청                 | Gimhae City Hall                                        | 金海市廳                 |                              | 1.0       | 16.3      | 경상남도   | 김해시 |
| 15      | 부원(최안과의원)         | Buwon(Choe's Eye Center)                                | 府院(崔眼科醫院)         |                              | 0.6       | 16.9      | 경상남도   | 김해시 |
| 16      | 봉황(김해여객터미널)     | Bonghwang(Gimhae Bus Terminal)                          | 鳳凰(金海旅客터미널)     |                              | 1.0       | 17.9      | 경상남도   | 김해시 |
| 17      | 수로왕릉(김해보건소)     | Royal Tomb of King Suro(Gimhae Community Health Center) | 首露王陵(金海保健所)     |                              | 0.7       | 18.6      | 경상남도   | 김해시 |
| 18      | 박물관                   | Gimhae Nat'l Museum                                     | 博物館                   |                              | 0.8       | 19.4      | 경상남도   | 김해시 |
| 19      | 연지공원                 | Yeonji Park                                             | 蓮池公園                 |                              | 1.1       | 20.5      | 경상남도   | 김해시 |
| 20      | 장신대(화정·강일병원)    | Jangshindae(Hwajeong·Kang-il Hospital)                  | 長神大(花亭·江一病院)    |                              | 1.2       | 21.7      | 경상남도   | 김해시 |
| 21      | 가야대(삼계)             | Gaya Univ.(Samgye)                                      | 加耶大(三溪)             |                              | 0.9       | 22.6      | 경상남도   | 김해시 |

- 노선은 부산광역시 사상역을 출발하여 경상남도 김해시 삼계동 신명마을까지로 사상역에서 2호선, 대저역에서 3호선과 환승할 수 있다.[18] 환승은 서로의 승차권이 다르므로 대저역은 대합실에서 연결 다리로 이동할 수 있고, 사상역은 역에서 나와 대합실에서 계단에서 내려와 지하통로로 2호선으로 갈아탈수 있다.
- 김해국제공항을 경유하며, 국제선 청사 인근에 경전철 정거장이 건설되어 김해국제공항으로의 접근성이 높아졌다.
- 김해시청역의 초기 역명은 시청역이었으나 부산 도시철도와의 연계성을 고려하여 김해시청역으로 변경하였다.
- 당초 18개 역만 건설될 예정이었으나 부산지역에 서부산유통지구역, 덕두역이 건설되었고, 김해지역에 지내역이 추가로 건설되었다. (총 21역)
- 삼락 강변공원에서 연결다리(강변나들교)를 통해 괘법르네시떼역으로 이동할 수 있다.
- 평강역부터 김해대학역까지는 중심 구간이다.

## 차량(1100-1200호대)
- 궤간: 1,435 mm
- 차체재질: 알루미늄
- 차체길이: 27,000 mm/편성(연결기 제외)
- 표정속도: 38 km/h 이상
- 편성중량: 46.5톤(공차), 66.5톤(만차)
- 승객정원: - 정원 : 184명/편성 - 만원 : 304명/편성
- 실내소음: 78 dB(A), 70 km/h 기준
- 제동종류: 상용/비상/주차/정차

## 운영 및 유지보수 준비용역 입찰
부산김해경전철㈜가 운영 및 유지보수 준비용역의 입찰을 시작하자 여러 사업자가 응찰하였다. 대표적으로 서울메트로와 부산교통공사가 있으며, 외국 사업자도 다수 검토 중인 것으로 알려졌다. 특히 부산교통공사의 경우 지리적 근접성을 토대로 적극 참여할 계획을 밝혔었다. 경합 끝에, 2009년 12월 21일에 서울메트로가 경전철 운영 사업자로 최종 선정되었으며, 12월 28일에 부산김해경전철㈜와의 관리, 운영위탁, 운영수탁 계약을 체결하였다.

## 사진

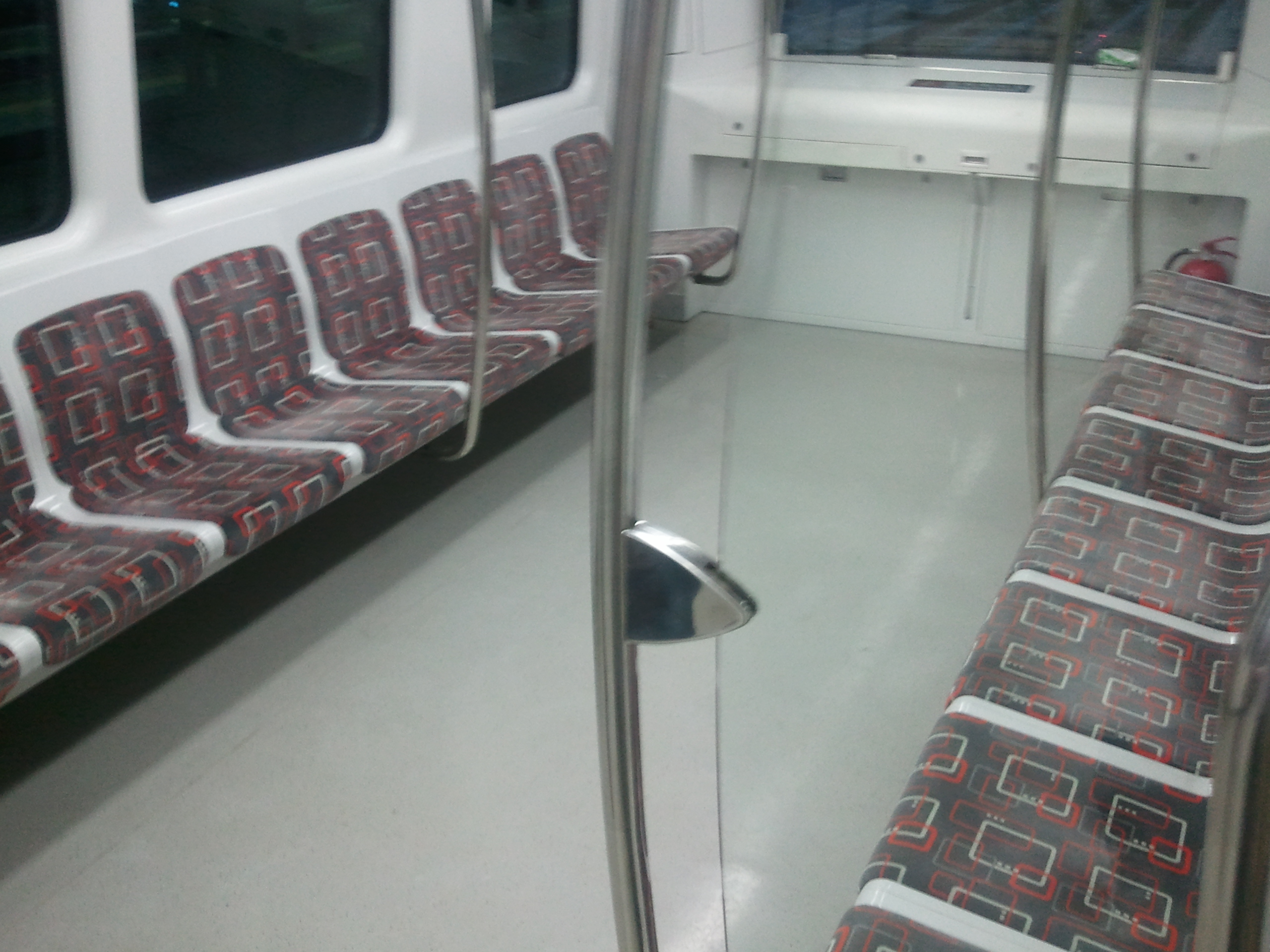
경전철 내부
경전철의 토큰형 할인승차권 앞면
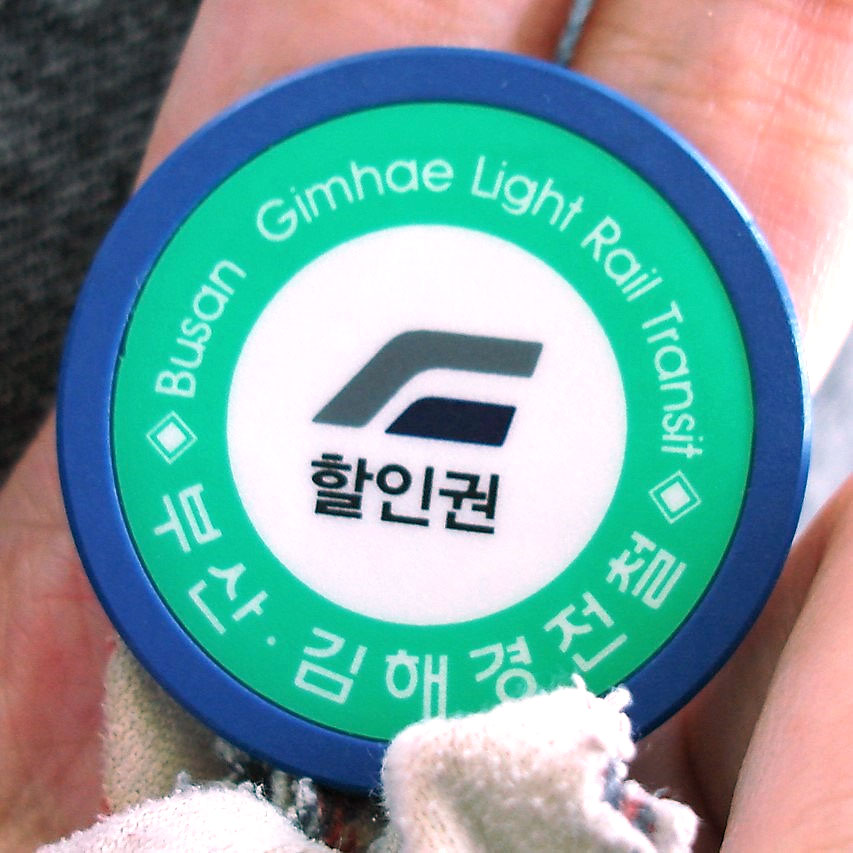
경전철의 토큰형 할인승차권 앞면
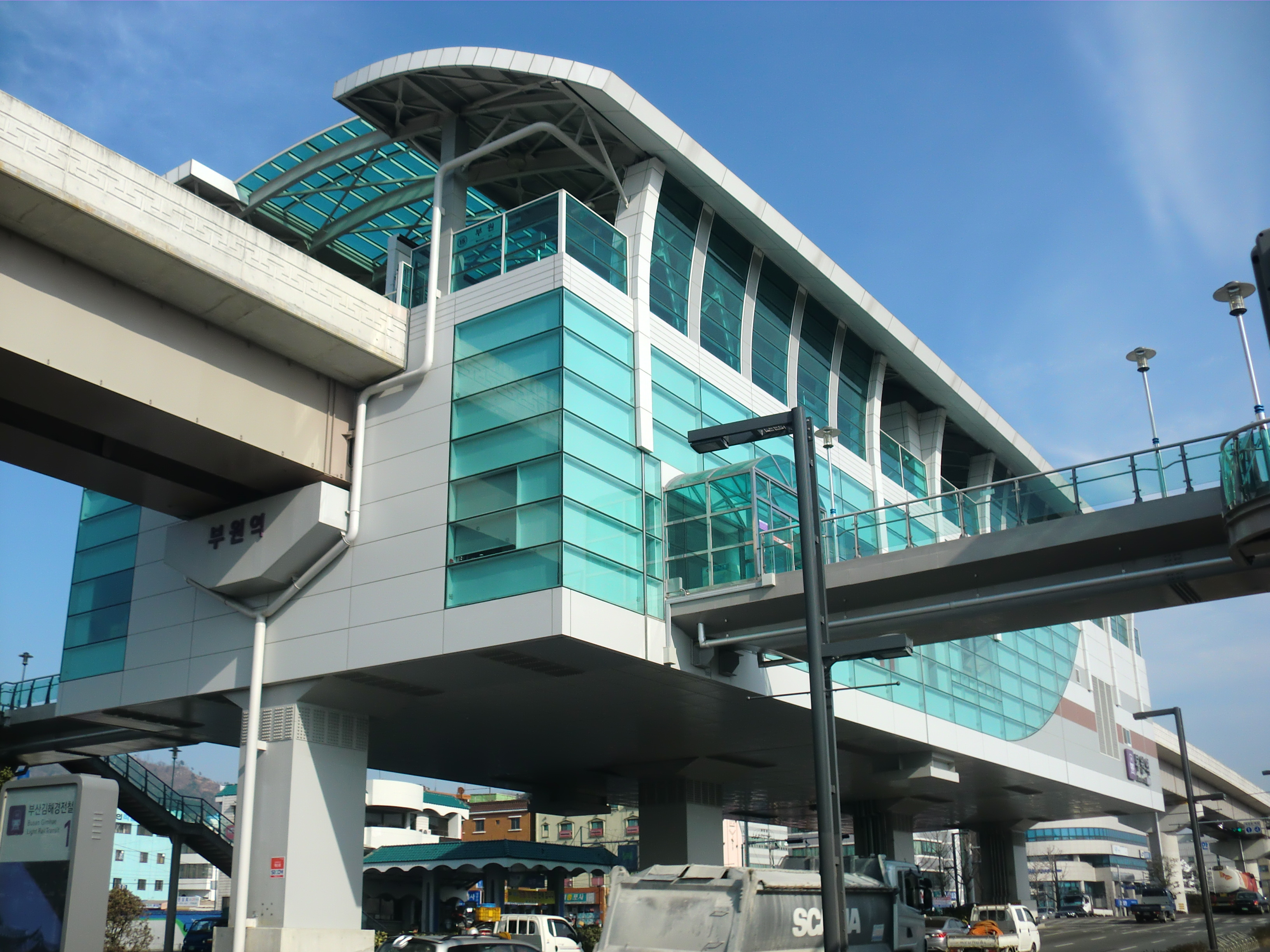
부원역 역사